# Þormóðr Trefilsson
Þormóðr Trefilsson est un scalde islandais du XIe siècle. Sa vie est inconnue, et seules cinq strophes d'un poème intitulé Hrafnsmál (« Dits du corbeau ») ont survécu, préservées dans différents chapitres de l’Eyrbyggja saga. 
Composées dans la deuxième ou la troisième décennie du XIe siècle, elles évoquent les combats remportés et les ennemis tués par Snorri goði, le héros de la saga, qui donna ainsi de la nourriture au corbeau, oiseau réputé charognard. 
Le Hrafnsmál est le plus ancien exemple connu de poème composé en haðarlag, qui combine caractéristiques du mètre eddique (les cinq syllabes par ligne du málaháttr) et du mètre scaldique (deux syllabes allitérantes dans les lignes impaires, rimes intérieures - rimes pleines et demi-rimes, trochée final, propres au dróttkvætt). Þormóðr ne respecte toutefois pas strictement les règles, en raison notamment de la difficulté d'insérer une rime intérieure dans des lignes si courtes, qui le conduit parfois à utiliser à la place une rime finale.
Au XIIIe siècle, Sturla Þórðarson s'inspira de cette œuvre lorsqu'il composa en l'honneur du roi de Norvège Hákon Hákonarson un poème également nommé Hrafnsmál, qui emprunte au poème de Þormóðr non seulement son titre mais aussi son mètre et certaines de ses expressions.